# Nantes Rezé Métropole Volley 2012-2013
Questa voce raccoglie le informazioni riguardanti il Nantes Rezé Métropole Volley nelle competizioni ufficiali della stagione 2012-2013.

## Organigramma societario
Area direttiva
- Presidente: Thierry Rose

Area tecnica
- Allenatore: Martin Demar
- Allenatore in seconda: Jérôme Berger

## Rosa
| N° | Nome                 | Ruolo | Data di nascita  | Nazionalità sportiva |
| -- | -------------------- | ----- | ---------------- | -------------------- |
| 1  | Jiří Bence           | L     | 8 maggio 1985    | Rep. Ceca            |
| 2  | Toafa Takaniko       | P     | 29 maggio 1985   | Francia              |
| 3  | Aleš Holubec         | C     | 13 marzo 1984    | Rep. Ceca            |
| 6  | Karel Linz           | S     | 20 aprile 1986   | Rep. Ceca            |
| 7  | Jonas Aguenier       | C     | 28 aprile 1992   | Francia              |
| 8  | Toontje van Lankvelt | S     | 1º luglio 1984   | Canada               |
| 10 | Jorge Fernández      | C     | 4 maggio 1989    | Spagna               |
| 12 | Ibán Pérez           | S/O   | 13 novembre 1983 | Spagna               |
| 14 | Julien Lavagne       | S     | 24 ottobre 1985  | Francia              |
| 15 | Cédric Hominal       | P     | 2 marzo 1984     | Svizzera             |